# Augustâmica
Augustâmica (em latim: Augustamnica; em grego: Αὑγουσταμνικῆς; romaniz.: Augoustamnike) foi uma província do Império Romano no Egito criada no século V. Ela estava subordinada à Diocese do Oriente num primeiro momento, mas foi depois destacada juntamente com outras províncias para formar a Diocese do Egito. Ela foi perdida definitivamente durante a conquista muçulmana do Egito na década de 640.

## Província
A província foi criada durante o período da Tetrarquia com o nome de Egito Hercúleo (Aegyptus Herculia), uma homenagem ao imperador sênior Maximiano (r. 286–305), par de Diocleciano (r. 285–305). Sua capital era Mênfis (315–325). Porém, ela logo foi reunida na província do Egito. Em 341, ela foi reconstituída, mas seu nome foi alterado para "Augustâmica" para remover quaisquer conotações pagãs. O seu território abrangia a parte oriental do delta do Nilo e a antiga Heptanômia. Num primeiro momento, estava subordinada à Diocese do Oriente.
A Augustâmica foi a única província egípcia a ser comandada por um corretor (corrector), um governador de status mais baixo.
Por volta de 381, as províncias do Egito foram separadas numa diocese própria e, desta forma, a Augustâmica passou para a Diocese do Egito. Entre 386 e o fim do século IV, uma nova província, a Arcádia, batizada em homenagem ao imperador Arcádio (r. 395–408), foi separada da Augustâmica (a Heptanômia). Neste novo período, a capital mudou-se para Pelúsio.
Do ponto de vista militar, a província era governada por um conde do limite do Egito (comes limitis Aegypti). De acordo com a Notitia dignitatum, a província era base de diversas unidades: a "Segunda Ala Úlpia dos Africanos" (Ala secunda Ulpia Afrorum) em Taubasteu, a "Segunda Ala dos Egípcios" (Ala secunda Aegyptiorum) em Tacasíria, a "Primeira Coorte dos Sagitários" (Cohors prima sagittariorum) em Naitu, a "Primeira Coorte Augusta dos Panônios" (Cohors prima Augusta Pannoniorum) em Tohu, a "Primeira Coorte dos Epirotas" (Cohors prima Epireorum) em Castra Judeoro, a "Quarta Coorte dos Jutungos" (Cohors quarta Iuthungorum) em Afrodito, a "Segunda Coorte dos Itureus" (Cohors secunda Ituraeorum) em Aiy, a "Segunda Coorte dos Trácios" (Cohors secunda Thracum) em Muson e, finalmente, a "Quarta Coorte dos Númidas" (Cohors quarta Numidarum) em Narmunti.

## Augustâmica I e Augustâmica II
Antes de 539, a Augustâmica foi dividida em duas novas províncias: Augustâmica Prima (ou Augustâmica I) e Augustâmica Secunda (Augustâmica II).
A metrópole da Augustâmica I era Pelúsio e o governador era um corretor. Sua jurisdição abrangia, além de Pelúsio, Setróites (ou Setróitis), Tanis, Tmuis, Rinocorura, Ostracine (ou Ostracina), Pentascoino, Cásio, Afneu, Hefesto, Panéfisis, "as tendas fora de Gera", "as tendas dentro de Gera", Têneso e Panéfusis.

## Sés episcopais
As sés episcopais da província e que aparecem no Annuario Pontificio como sés titulares são:
- Augustâmica I
  - Afneu (ruínas de Tell-Defenneh?)
  - Cásio
  - Gera
  - Hefesto
  - Ostracine
  - Fácusa
  - Tamiatis (Damiata)
  - Têneso
  - Tmuis

- Augustâmica II
  - Arábia (Uadi-Tumilat)
  - Atribis
  - Babilônia
  - Bubástis
  - Clisma (Kolzum, em Suez)
  - Heliópolis em Augustâmica
  - Leontópolis em Augustâmica
  - Farbeto
  - Bilbeis (também Phelbes)